# 張光房
张光房（？—？），字翁傳，號石松，山西泽州人，明朝政治人物。

## 生平
万历十九年（1591年）辛卯科山西乡试舉人，二十九年（1601年）辛丑科進士，初授中書舍人，以言论忤时政，被抑制不得升迁。四十六年才擢任礼部主客司主事，歴员外郎，天啓元年（1621年）升精膳司郎中。天啓四年累官至光禄寺少卿，天启五年（1655年）以投身门户，冒滥京秩，令冠带閑住。

## 家族
曾祖张稳，贈户部侍郎。祖父张四维，封給事中，贈侍郎。父張養蒙，任户部侍郎。